# Finnair

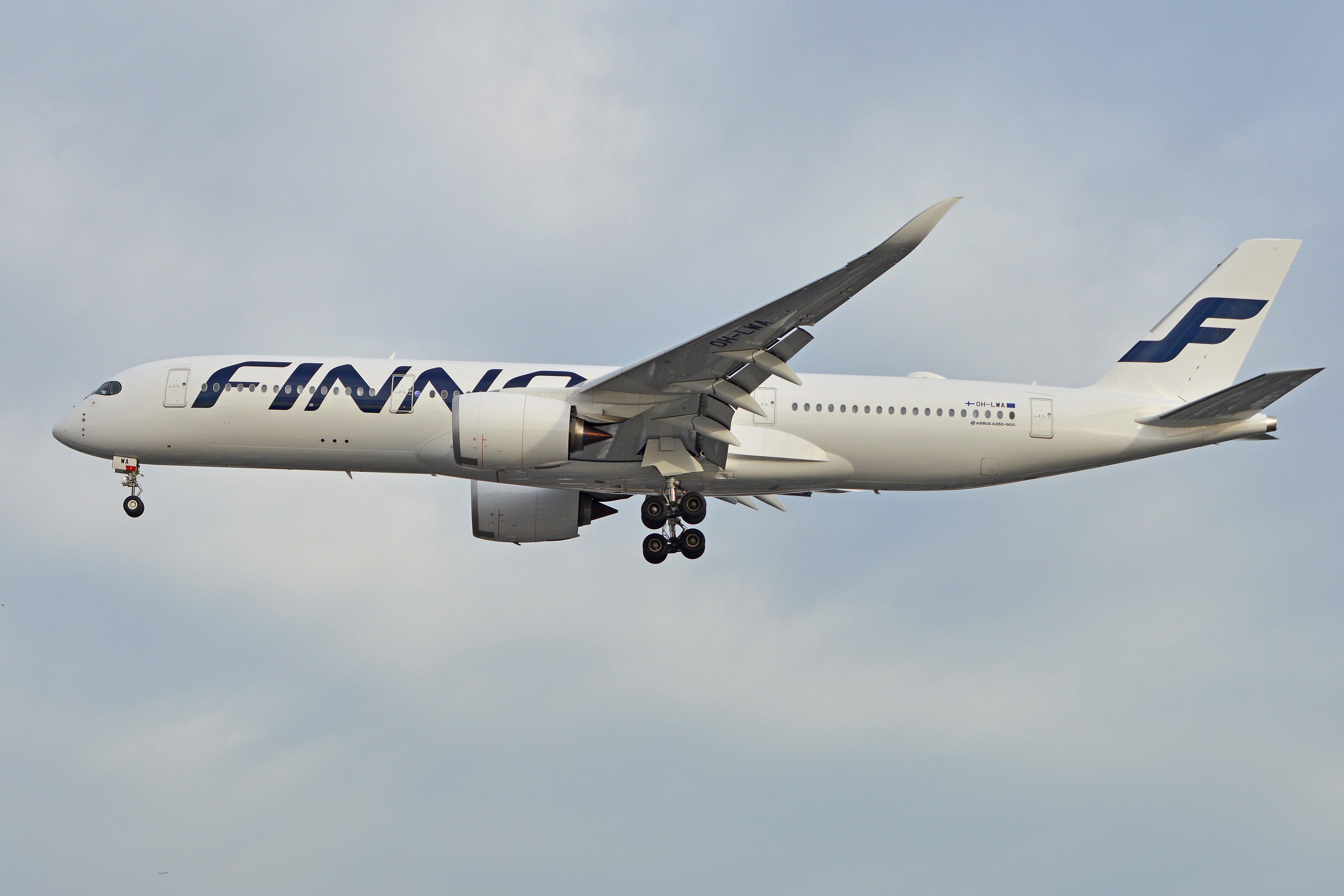
Un Airbus A350 della compagnia in fase di atterraggio all'Aeroporto di Londra-Heathrow

Finnair è la maggiore compagnia aerea della Finlandia, di cui è anche compagnia di bandiera. La sede si trova a Vantaa e l'aeroporto hub è Helsinki-Vantaa.
È la quinta compagnia più antica del mondo e fra quelle considerate più sicure.
Il suo principale azionista è il governo finlandese, che ne possiede il 55,7% delle azioni.

## Storia
È una delle compagnie aeree più antiche al mondo: fu fondata il 1º novembre 1923 con la denominazione Aero O/Y.
Il primo volo ebbe luogo il 20 marzo 1924, lungo la rotta Helsinki–Tallinn, operato con un Junkers F 13.
Nel 1953 iniziò a utilizzare il marchio Finnair, che divenne il nome ufficiale della compagnia solo il 25 giugno 1968.
Finnair è uno dei soci dell'alleanza globale Oneworld e, insieme alle sue compagnie aeree partner, domina il mercato aereo domestico finlandese e internazionale da/verso il Paese.
L'8 marzo 2007, Finnair ha annunciato di aver firmato un ordine per 11 Airbus A350-900 XWB più 8 opzioni.
Nel 2018 la compagnia ha trasportato circa 13,3 milioni di passeggeri, su una rete di collegamenti che comprende 16 destinazioni domestiche e 66 internazionali (ulteriori 53 destinazioni stagionali sono servite da voli charter operati da Finnair). Inoltre la compagnia nel 2018 ha effettuato 125.848 voli, con una media di 345 voli al giorno.
Finnair non è incorsa in nessun incidente sin dal 1963 e non ha subìto nessun grave danno ad aeromobili appartenenti alla sua flotta e si posiziona come la seconda compagnia aerea più sicura di tutti i tempi (superata soltanto dall'australiana Qantas).

## Destinazioni

### Accordi commerciali
Finnair ha siglato accordi di code sharing con le seguenti compagnie aeree:
| - American Airlines - Alaska Airlines - BRA - British Airways | - Cathay Pacific - Icelandair - Iberia - Japan Airlines | - LATAM Airlines - Malaysia Airlines - Qantas - Qatar Airways | - Royal Jordanian - S7 Airlines - SriLankan Airlines - TAM Airlines |

## Flotta

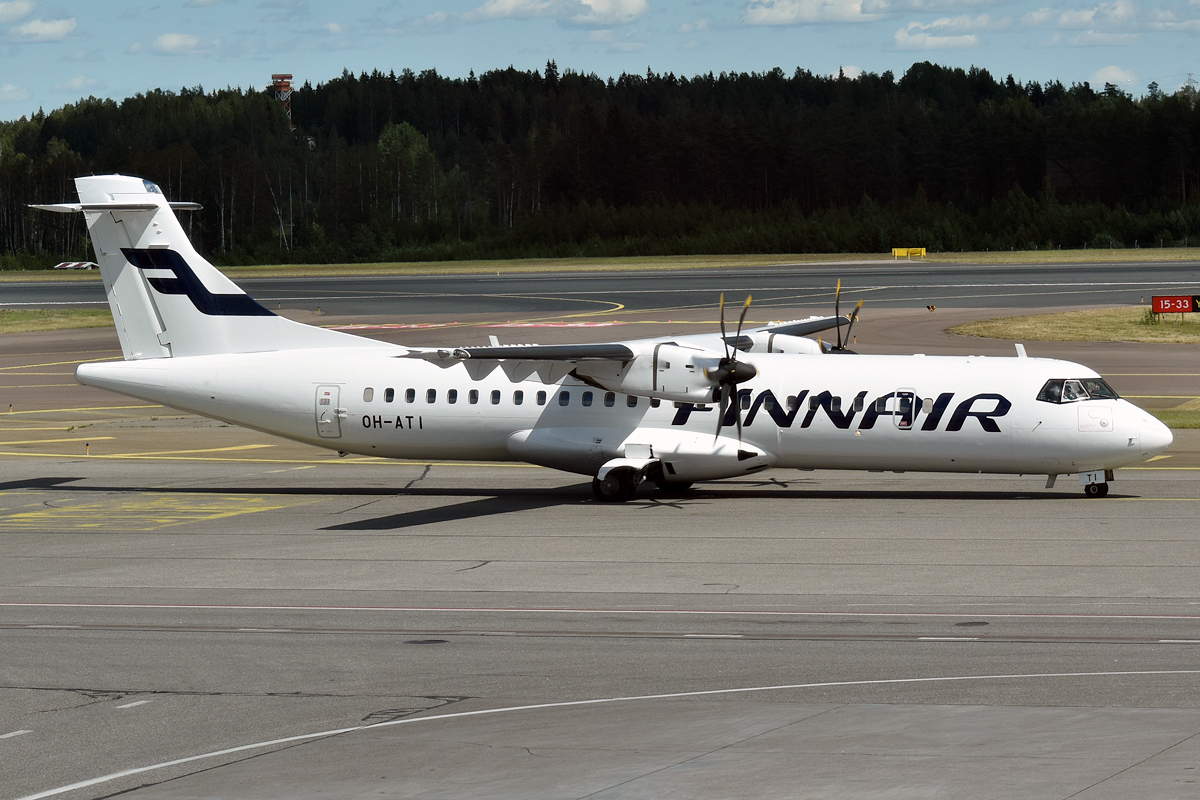
Un ATR 72-500.

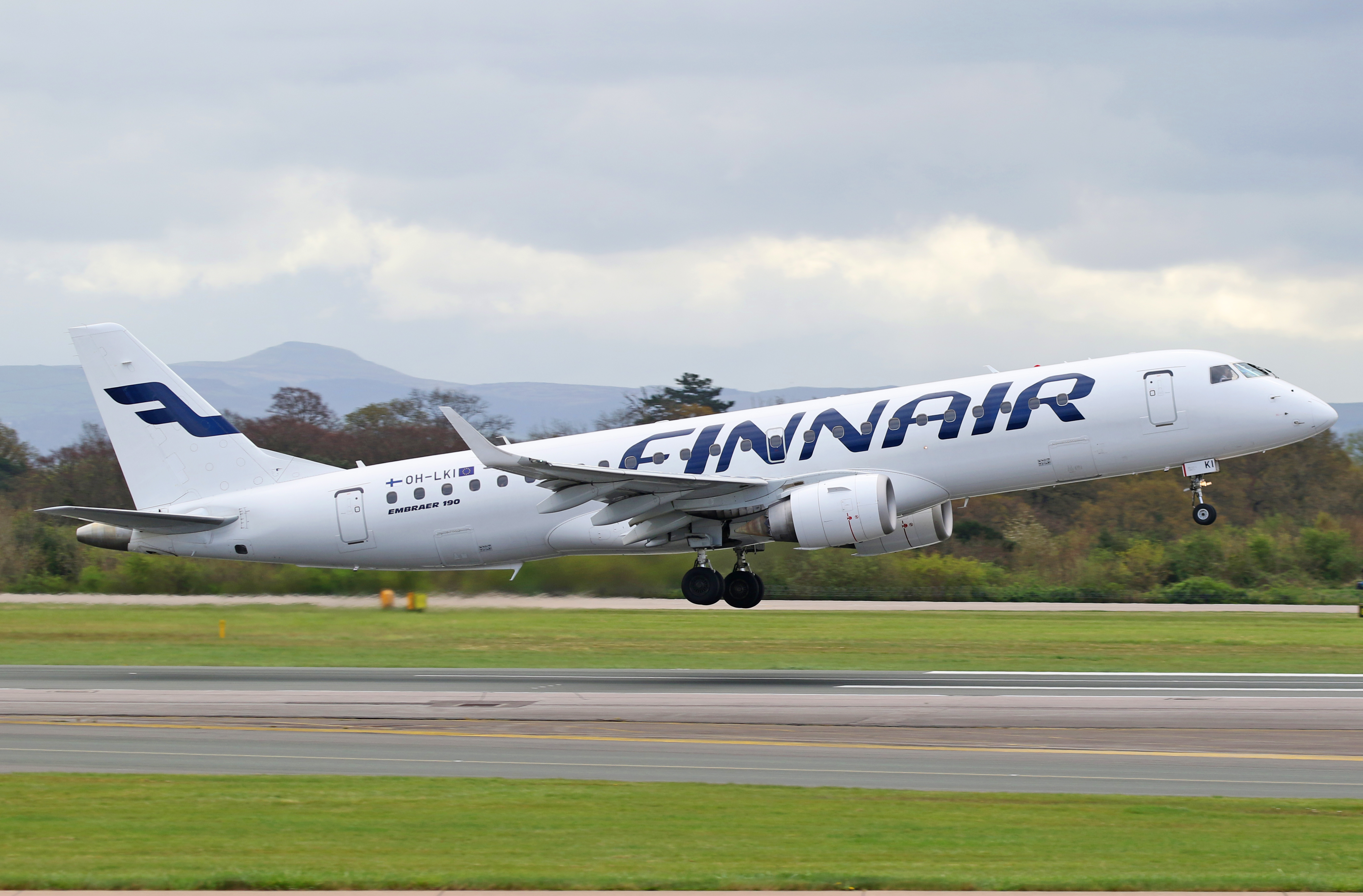
Un Embraer E-190.

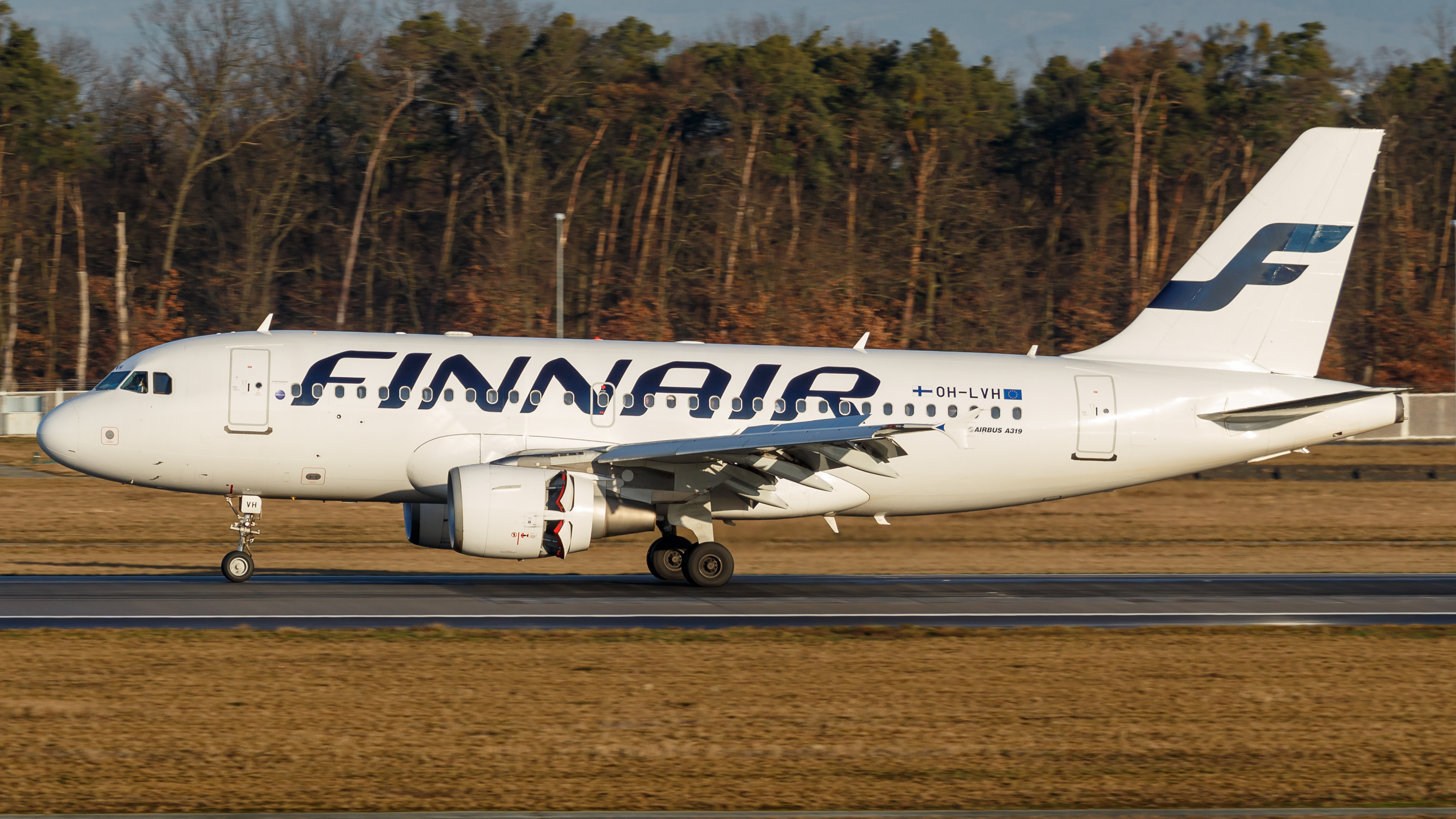
Un Airbus A319-100.

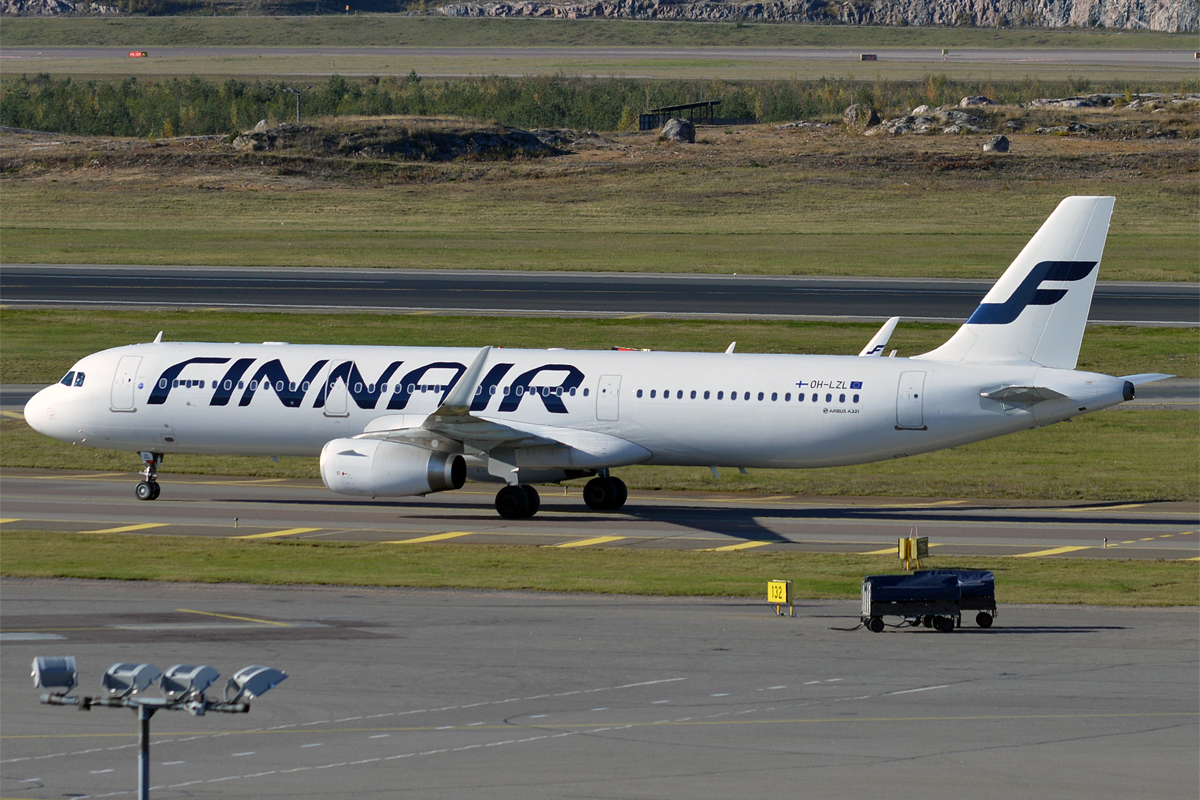
Un Airbus A321-200.

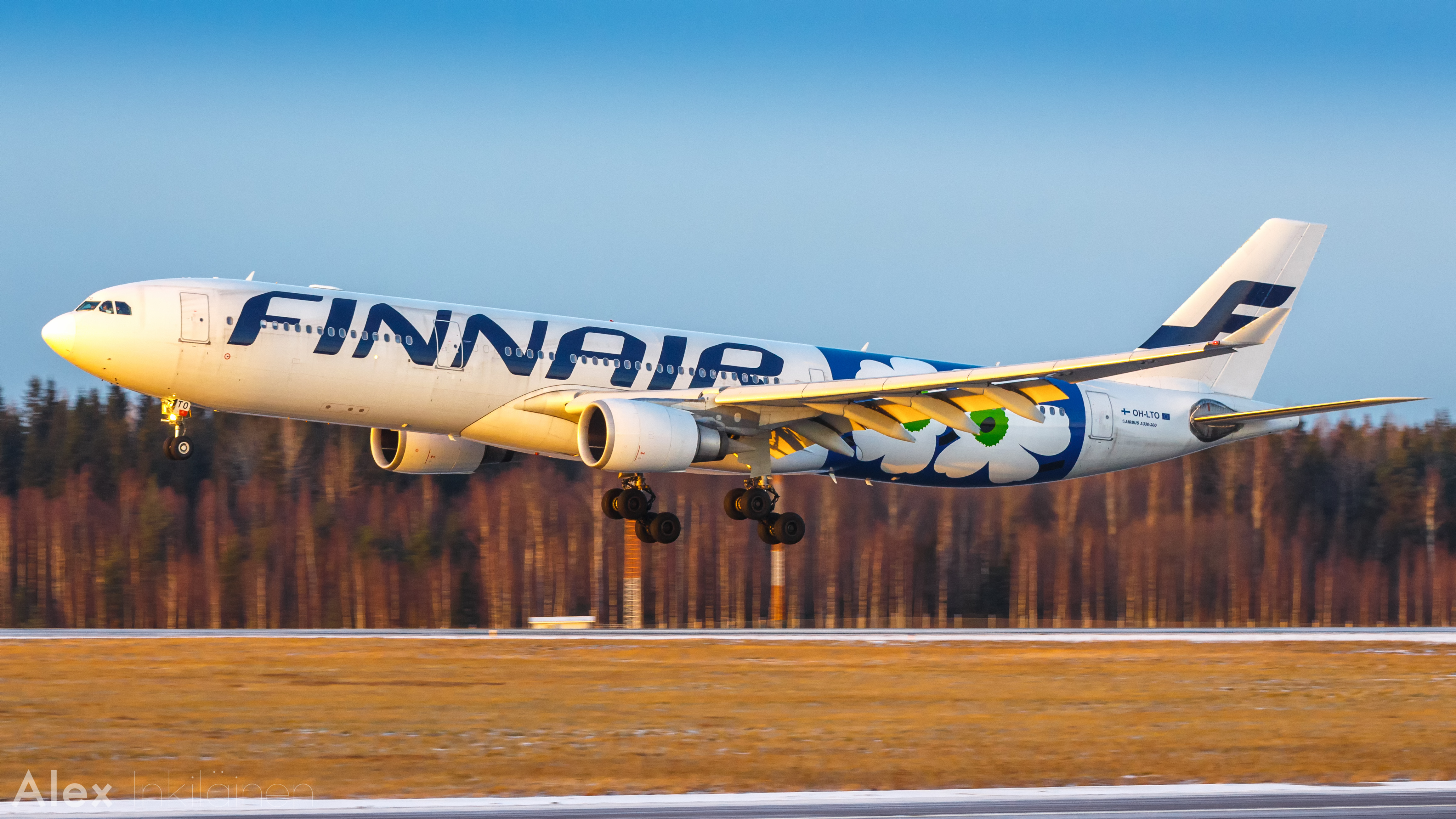
Un Airbus A330-300 in livrea speciale.

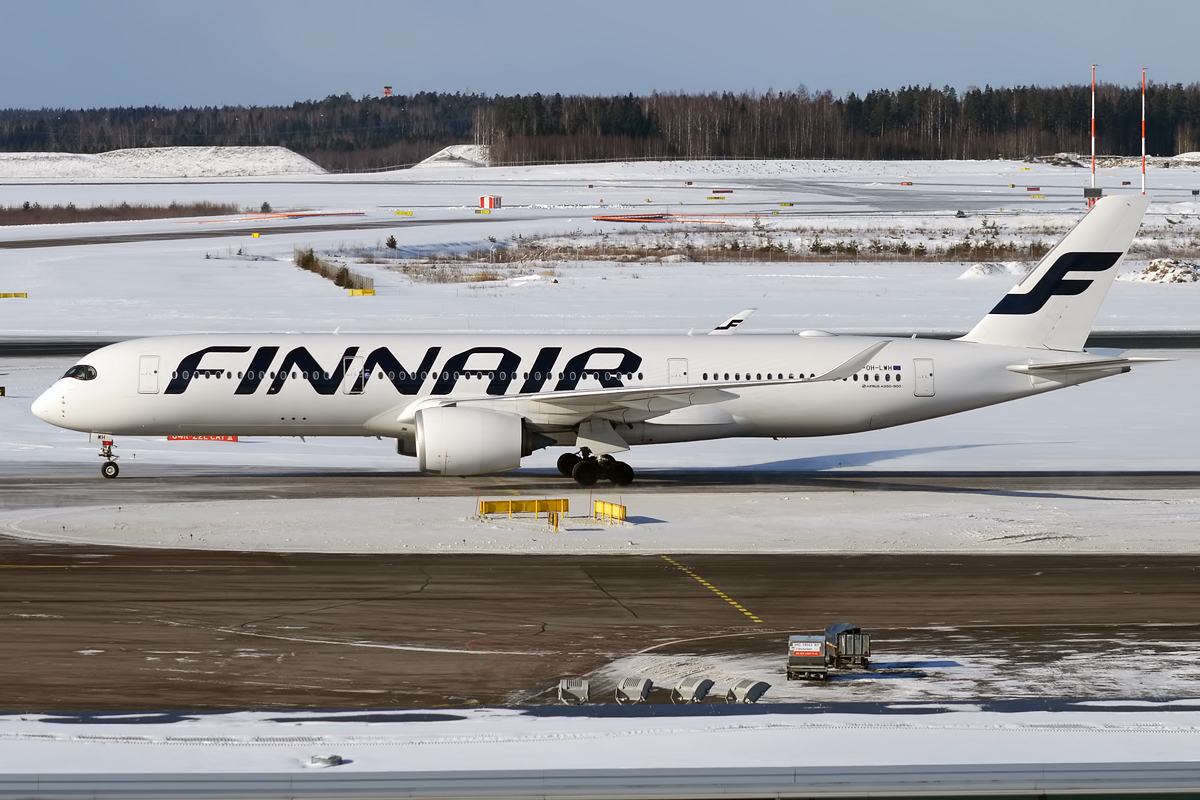
Un Airbus A350-900.

Ad aprile 2025 la flotta di Finnair è composta dai seguenti aeromobili:

### Flotta storica

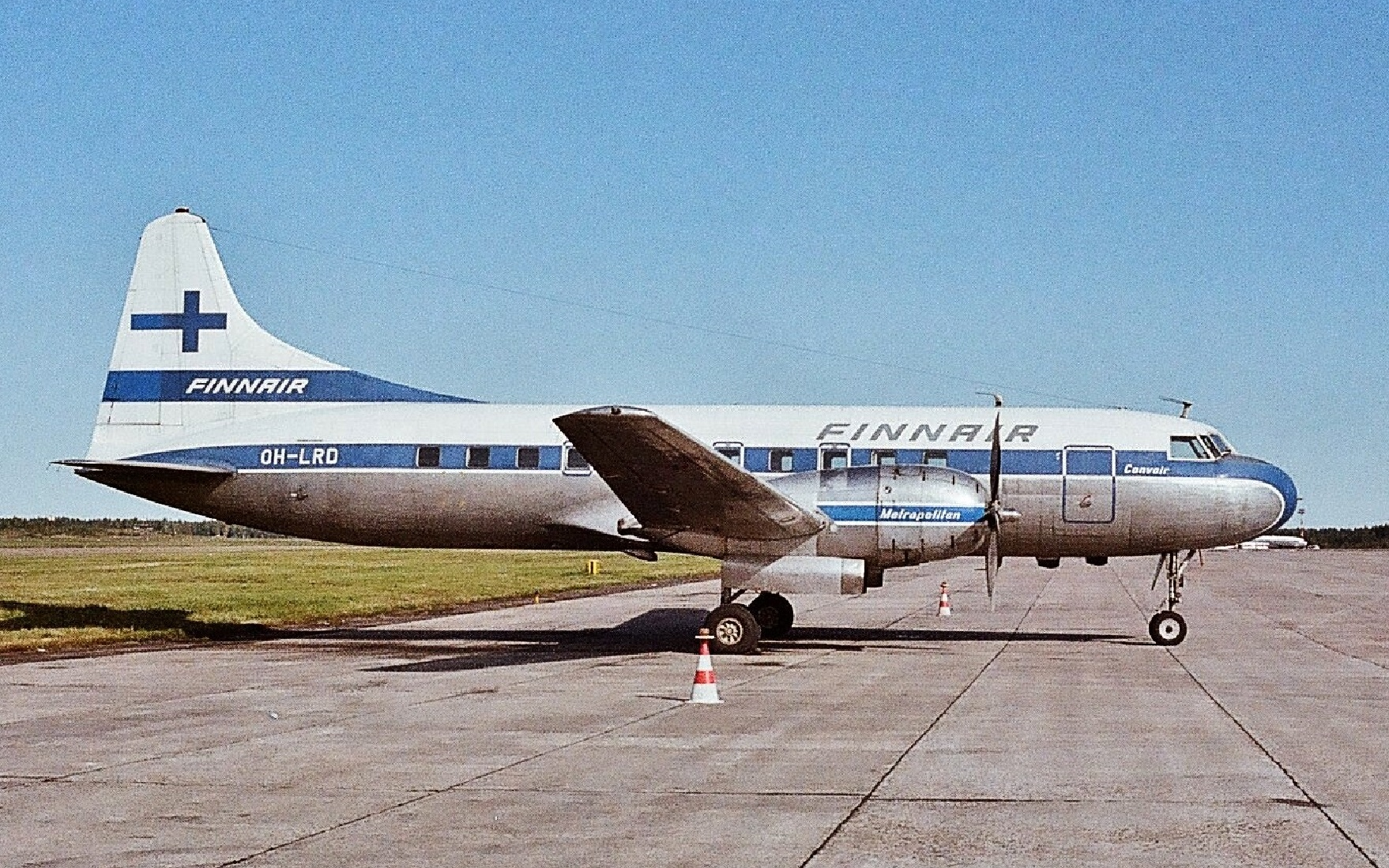
Un Convair CV-440 all'Aeroporto di Helsinki-Vantaa nel 1980.

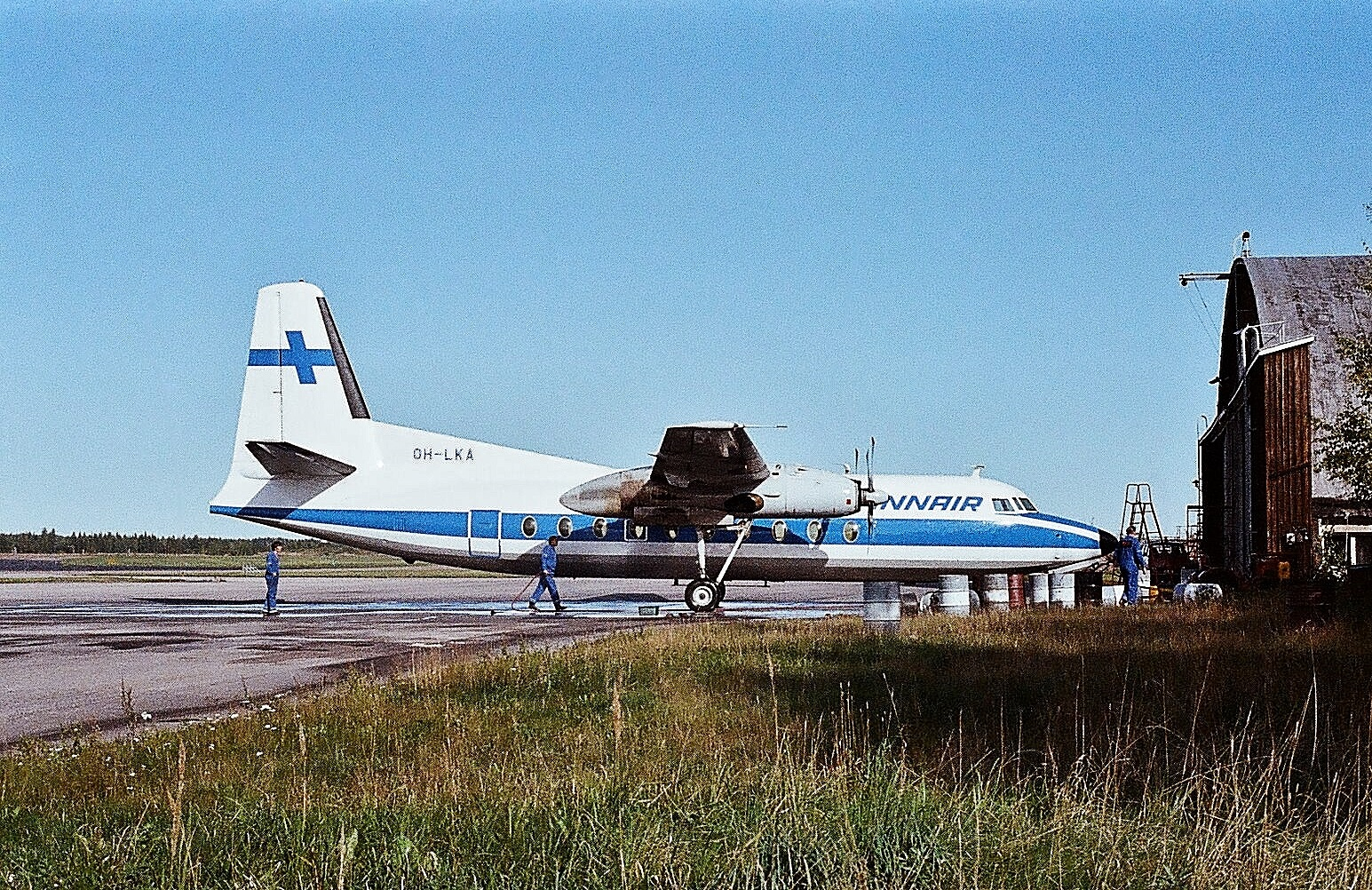
Un Fokker F27 Friendship all'Aeroporto di Helsinki-Vantaa nel 1980.

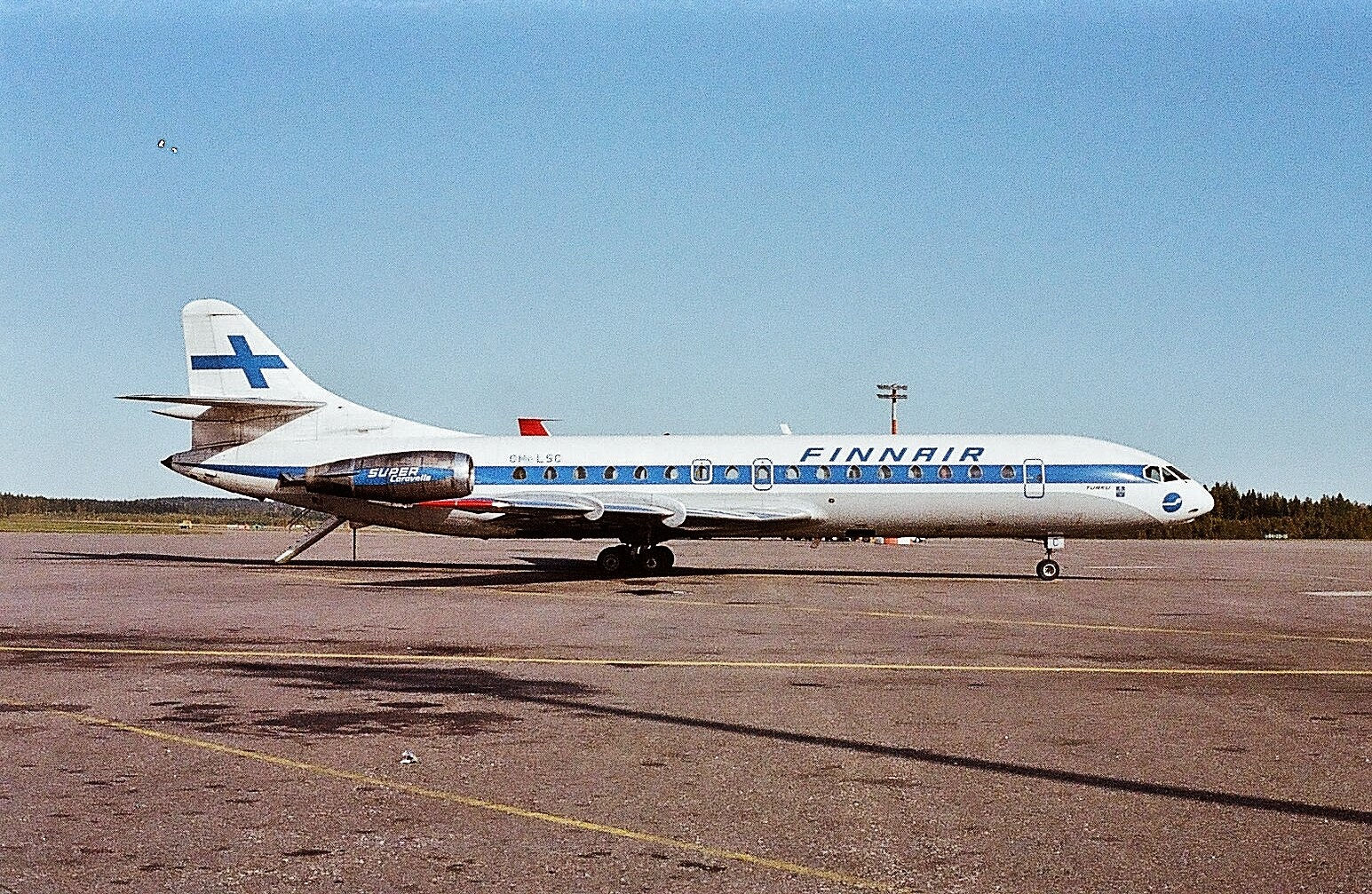
Un Sud Aviation Caravelle all'Aeroporto di Helsinki-Vantaa nel 1980.

Nel corso degli anni, Finnair ha operato con i seguenti aeromobili: